# 야마오 미쓰노리
야마오 미쓰노리(일본어: 山尾 光則, 1973년 4월 13일 ~ )는 일본의 전 축구 선수이다.

## 구단 경력
과거 나고야 그램퍼스 에이트, 방포레 고후, FC 도쿄, 세레소 오사카, 요코하마 FC에서 활동하였다.